# Psittaculirostris
Psittaculirostris is een geslacht van vogels uit de familie Psittaculidae (papegaaien van de Oude Wereld).

## Soorten
Het geslacht kent de volgende soorten:
- Psittaculirostris desmarestii – Desmarests vijgpapegaai
- Psittaculirostris edwardsii – Edwards' vijgpapegaai
- Psittaculirostris salvadorii – Salvadori's vijgpapegaai